# Crocidosema plebeiana
Crocidosema plebeiana es una especie de mariposa del género Crocidosema, familia Tortricidae.
Fue descrita científicamente por Meyrick en 1926.